# Gaizkina
Gaizkiña, Gaizkiñe ou Gaizkina  est un méchant Irelu ou génie nocturne qui provoque des maladies dans la mythologie basque. Il peut se cacher sous l'oreiller (buruko), y manipule la laine afin de provoquer des maladies ou la mort.

## Étymologie
Gaizkin signifie « malveillant, pervers, délinquant » en basque. 
Buruko signifie « traversin » en basque. Il est littéralement composé de buru (tête) et ko (suffixe hypocoristique) Le suffixe a désigne l'article : burukoa se traduit donc par « le traversin ».

## Description
Gaizkin est une créature criminelle qui prend forme dans les plumes ou la laine utilisées pour remplir l'intérieur des oreillers et des traversins, sous la forme d'une tête de coq. Hideux, il n'est pas facile à sentir et à voir. Il provoque alors une maladie mystérieuse à l'enfant qui dort dans le lit.
Pour guérir les malades, la tête du coq ou l'image du coq, qui est l'esprit du Malin, doit être brûlée dans le feu de la maison. 
Dans certains endroits on l'appelle aussi Mamur,.
Aidea ou Aidekoa entretient des relations étroites avec des génies maléfiques de nature domestique comme Inguma ou Gaizkinea et avec les vents venant des quatre les points cardinaux.

## Légende de Gaizkin
Tous les Basques savent que Gaizkin a traversé cette terre depuis des temps immémoriaux. Sa vraie histoire n'a pas toujours été connue. Au fil des ans, il a été confondu avec beaucoup de gens, et l'imagination populaire lui a donné plusieurs noms et pouvoirs. La vérité c'est que Gaizkin est un être qui peut rendre quelqu'un malade du regard, corrompre tout ce qu'il touche. Sa seule présence apporte angoisse et douleur.
Certains vieux Basques d'Euskal Herria racontent qu'il y avait un homme qui venait des basses terres du sud. Il ne parlait pas la langue basque et détestait tout ce que représentait la Terre mère et la culture basque. Il n'avait jamais respecté les anciennes lois et les gens non plus. Il voulait juste le pouvoir à tout prix, même dans le sang et le feu.
C'était un homme très riche, entouré de mercenaires et de sales types qui tombaient dans son filet, trompés par ses conquêtes. Il se vantait toujours de fréquenter les puissants et leur puissante armée d'ombres. On raconte qu'il a rencontré Etsai pour apprendre les arts de la tromperie et de la séduction.
Le pouvoir de Gaizkin grandissait de jour en jour, tout comme sa méchanceté. À une occasion, la plus vieille femme d'un village qui avait été ravagé, fit un voyage épuisant au Mont Anboto, pour supplier Amalur d'arrêter Gaizkin. La Dame d'Anboto entendit le détail de tant de mal, que finalement elle chassa la vieille dame.
Puis Amalur est apparue au tyran et lui ordonna de laisser son peuple tranquille, sinon il affronterait son pouvoir. Le tyran faisant la sourde oreille à l'avertissement, et au comble de son orgueil, il trancha la gorge d'un coq rouge, (son symbole était un coq noir) lui retira la bile et la jeta aux quatre vents. Amalur est de nouveau apparu au Gaizkin et l'a maudit comme ça :
- « Pour tout le mal que tu as fait à mon peuple, pour ne pas respecter les lois anciennes, je te maudis toi et ta progéniture. Personne ne voudra t'approcher parce que tu corromps tout ce que tu touches, tu rendras malade tous ceux que tu regardes en face. Personne ne t'aimera et tu mourras seul. Tu n'auras pas une journée calme, et à force d'être toujours entouré de traîtres, tu devras toujours surveiller tes arrières. Tu n'auras aucune progéniture qui a ton pouvoir, et tu devras chercher des successeurs en dehors de ta lignée pour te remplacer quand tu mourras. Tous les 424 ans, tu rassembleras toute la haine du monde et tu renaîtras en un nouveau tyran. Vous pouvez tuer et détruire, attaquer la culture, mais vous ne briseriez jamais le peuple basque qui tôt ou tard s'unira et sera libre. »
Donc tous les 400 ans, un tyran essaye d'éliminer notre bien-aimée Euskal Herria, et ils disent qu'il y a eu un Gaizkin en 1512, quand Ferdinand II d'Aragon envahit le Royaume de Navarre, et un autre qui a marché sur la terre basque en 1936, disent les vieux Basques. Au cas où, si vous tombez sur une de ces personnalités importantes, méfiez-vous des discours fleuris, n'oubliez pas que Gaizkin connaît la séduction et la tromperie.

## Sources et bibliographie
- Anuntxi Arana (trad. Edurne Alegria), De la mythologie basque : gentils et chrétiens [« Euskal mitologiaz : jentilak eta kristauak »], Donostia, Elkar, 2010, 119 p. (ISBN 9788497838214 et 8497838211, OCLC 698439519)
- Jean-François Cerquand, Légendes et récits populaires du Pays Basque : Recueillis dans les provinces de Soule et de Basse-Navarre, Bordeaux, Aubéron, 2006 (1re éd. 1876), 338 p. [détail de l’édition] (ISBN 2844980937 et 9782844980939, OCLC 68706678, lire en ligne)
- Los libros del "cuentamiedos", Sorgiñas "leyendas vascas de brujas",  (ISBN 84-95846-46-2)
- Henry Panneel, Contes & légendes du Pays Basque, PyréMonde Princi Negue, 2004,  (ISBN 2846181659)
- René Thomasset, Contes populaires et légendes du Pays Basque, éditions Les presses de la Renaissance, 1978,  (ISBN 2856161170)